# 도체스터 단지

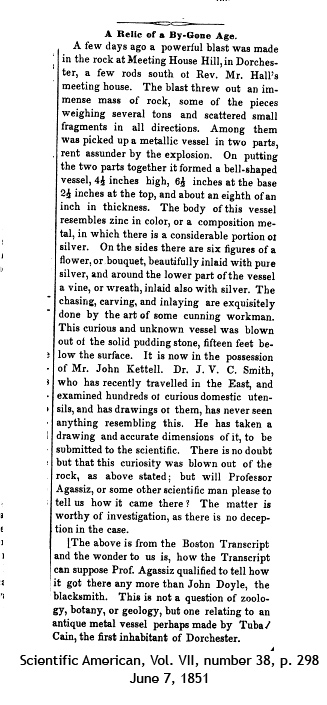
도체스터 단지에 대한 사이언티픽 아메리칸 기사. 최초의 대장장이인 "투발 카인" (창세기 4:19-24)을 장난조로 언급한다.

도체스터 단지는 1852년 매사추세츠주 도체스터 미팅 하우스 언덕에서 바위를 분쇄하기 위해 폭발시킨 후 두 조각에서 회수 된 금속 꽃병 같은 물건이다. 1852년 6월 5일 사이언티픽 아메리칸의 보스턴 성적 증명서, 지역 신문에서 재판된 본문에 따르면, 두 조각이 폭발에 의해 발생한 파편 사이 발견되었다. 분명히, 이 단지는 미팅 하우스 언덕의 표면 아래 약 5미터, 록스베리 역암의 일부 고체 역암에서 폭발된 후의 잔해가 단지 두 조각의 위치라고 추론했다. 이 이야기는 지질학이나 지구에서 인간 존재 기간의 기존 모형이 잘못됐다는 증거로 창조론자들에 의해 사용되어 왔다. 주류 주석가들은 빅토리아 시대 촛대 또는 파이프 홀더로 식별한다.

## 기타 도체스터 단지 출처
- Fort, Charles H. (1919) The Book of the Damned. New York, New York, Boni and Liveright 228 p. ISBN 1-58509-278-9Mentioned on page 128 of Chapter IX and The Book of the Damned by Charles Fort
- St Rain, Tedd, 2003. Mystery Of America: Enigmatic Mysteries And Anomalous Artifacts Of North America - A Connection To The Ancient Past. Lost Arts Media. PDF (17.6 mb) ISBN 1-59016-999-9